# Povezanost v Alpah
Omrežje občin Povezanost v Alpah, ki ima sedež v kraju Übersee ob Chiemskem jezeru, je združenje 316 občin in regij iz sedmih držav alpskega prostora in obstaja od leta 1997. 
Na podlagi ciljev, ki jih je določila Alpska konvencija, njeni člani skupaj s svojimi državljani delajo na trajnostnem razvoju alpskega življenjskega okolja. »Izmenjaj – Naslavljaj – Izvajaj« je vodilno načelo dejavnosti Zavezništva. Članice si skupaj s svojimi občani prizadevajo za trajnostni razvoj alpskega življenjskega prostora. Spodbujajo aktivno izmenjavo preko jezikovnih in kulturnih meja, v središče postavljajo človeka, se osredotočajo na prihodnost in skupaj utirajo nove poti.
Občine predstavljajo vmesni člen med zakonodajo in njenim izvajanjem. Zato so osrednja raven za trajnostni razvoj in lahko veliko dosežejo. Na področjih, kjer so nekatere občine obstale pred ovirami, so druge že našle odgovore. S čezmejnimi projekti se prenesejo prakse in preverjene rešitve se lahko prilagodijo lokalnemu kontekstu, s čimer se v Alpah ohranja neokrnjena narava, zdravo gospodarstvo ter dobro sobivanje. Lokalne skupnosti se lahko pri svojih aktivnostih oprejo na izkušnje drugih alpskih občin in si izmenjajo nebirokratsko organizacijsko znanje ter si nudijo vsebinsko in finančno podporo.
Vse aktivnosti omrežja občin so skladne z načeli Alpska konvencija, mednarodnim sporazumom med alpskimi državami in EU za trajnostni razvoj alpske regije. Njeno izvajanje naj bi se uresničevalo na ravni, ki jo lahko sooblikuje vsak posameznik v občini.
Vse publikacije in dogodki so v štirih jezikih: nemščini, francoščini, italijanščini in slovenščini.

## Člani
Omrežje trenutno šteje 316 občin članic v sedmih državah Francije, Švice, Italije, Nemčije, Avstrije, Lihtenštajna in Slovenije. Članstvo zahteva soglasje z načeli in cilji Alpske konvencije. Nato morajo članice uresničevati tudi trajnostne cilje, razvijati programe ukrepov za varstvo okolja in nenehno izboljševati varstvo okolja.
Članice omrežja si prizadevajo za nedotaknjeno naravo, zdravo gospodarjenje in kakovostno sobivanje v Alpah. Spodbujajo aktivno izmenjavo preko jezikovnih in kulturnih meja. V ospredje postavljajo človeka, osredotočene so na prihodnost in skupaj ubirajo nove poti.

## Dejavnost
Povezanost v Alpah spodbuja izmenjavo znanja in izkušenj z organizacijo dogodkov in izletov na lokalni, regionalni ali mednarodni ravni. Načrtuje tudi oblikovanje političnih stališč za trajnostni in okoljski pristop občin k podnebnim spremembam. Letno poročilo je objavljeno v štirih glavnih jezikih alpskega prostora, četrtletno pa se po elektronski pošti pošilja glasilo »Flashinfo«.
Izvajamo projekte
Čezmejni projekti članicam nudijo podporo pri spopadanju z izzivi na področju svojih del in nalog. Občine lahko pri izvajanju svojih aktivnosti s pridom uporabijo izkušnje drugih alpskih občin in od njih na nebirokratski način pridobijo organizacijska znanja, relevantne vsebine in natančno podporo. Takšna povezanost jim omogoča sodelovanje v smiselnih in v prihodnost naravnanih projektih - ki imajo učinek tako v njihovih lastnih občinah, kakor tudi širše. Več informacij o aktualnih projektih.
Omogočamo izmenjavo izkušenj
Predstavniki občin in vseh zainteresiranih lahko v okviru strokovnih zasedanj in delavnic omrežja občin najdejo rešitve, kako tudi nove uporabne pristope in metode zase. Občine in strokovnjaki si medsebojno delijo strokovno znanje in izkušnje. Ekskurzije pa vodijo na prizorišča trajnostnega razvoja v Alpah.
Zastopamo interese občin
Alpske občine so medsebojno povezane v alpskih interesnih združenjih. Gorski predeli pri tem velikokrat predstavljajo le majhen del posamezne dežele. Pomembne odločitve se zaradi tega pogosto sprejemajo na transnacionalni in evropski ravni. »Povezanost v Alpah! se v danem kontekstu zavzema za interese in potrebe alpskih občin. V okviru delovanja v telesih Alpske konvencije omrežje občin stopa v kontakt s pristojnimi nacionalnimi ministrstvi. V okviru procesa sprejemanja evropske strategije za alpski prostor pa omrežje skrbi za to, da bo perspektiva (majhnih) občin ustrezno upoštevana.

## Cilji
Zaščititi naravo, okolje in pokrajino in spodbujati njihov nadaljnji razvoj
Alpska narava in kulturna krajina, z vsemi svojimi elementi, sta osnova za naše življenje in gospodarjenje, ju ohraniti in trajnostno razvijati pa naša osrednja naloga. K temu pomembno prispevajo zavarovana območja. Članice omrežja občin si prizadevajo za okolju prijazno prilagajanje posledicam podnebnih sprememb in delujejo proti razlogom, ki so te spremembe povzročili. Spodbujajo trajnostno mobilnost s ciljem zmanjšati obseg močno naraščajočega motoriziranega zasebnega in tovornega prometa.
Sooblikovati občine kot atraktivni gospodarski prostor
S pomočjo trajnostnega gospodarskega razvoja si članske občine zagotavljajo podlago za prilagajanje izzivom prihodnosti. Krepijo in širijo ponudbo svojih storitev s pomočjo ohranjanja in nadaljnjega razvoja regionalnih krogotokov. Prizadevajo si za ustvarjanje novih in ohranjanje obstoječih delovnih mest. Krepijo ozaveščenost in spodbujajo prebivalstvo k zagotavljanju svojega prispevka k povečanju regionalne dodane vrednosti.
Izboljšati kakovost življenja za ljudi v Alpah
Pošten, spolu in potrebam posameznika primeren socialni soobstoj krepi povezanost in trdnost občine. Občanke in obcčani naših občin so enakopravno vključeni v družabno življenje. S pomočjo inovativnih strategij in pilotskih projektov članske občine postavljajo mejnike na področju storitev splošnega interesa, kot so mobilnost, izobraževanje ali zdravje.

## Teme
S ciljem zagotavljati trajnostni razvoj alpskega prostora, omrežje občin „Povezanost v Alpah“ sodeluje v različnih projektih in programih in organizira dogodke v zvezi z naslednjimi temami:
- Kakovost bivanja v alpskem prostoru
- Varstvo narave in urejanje krajine
- Socialna kompetenca in sposobnost ukrepanja
- Demografske spremembe
- Participacija državljanov in mladih
- Integracija
- Ustvarjanje regionalne dodane vrednosti in lokalna oskrba
- Mobilnost in promet
- Trajnostni turizem
- Podnebne spremembe in energija
- Bivalni prostor in trajnostna gradnja
- Prostorsko načrtovanje
- Kmetijstvo in prehrana

## Projekti

### dynAlp-climate
Podnebne spremembe so trenutno v središču pozornosti številnih akterjev. Žal so sprejeti ukrepi v nekaterih primerih v nasprotju z načelom trajnostnega razvoja in z varstvom narave. Zato mreža občin meni, da je tako pomembno podpirati svoje člane pri sprejemanju trajnostnega pristopa k problemu podnebnih sprememb.
Novi program dynAlp-climate, ki se osredotoča na podnebne spremembe, poteka od leta 2009 do 2012. Njegov proračun znaša približno 800.000 evrov, zahvaljujoč finančni podpori fundacije MAVA za naravo. Finančna pomoč je namenjena projektom v občinah ali regijah, ki prispevajo k varstvu podnebja in prilagajanju na vplive podnebnih sprememb.
Vzporedno z občinskimi projekti so ključna dejavnost programa dynAlp-climate tudi skupinski dogodki, kot so delavnice, izleti in mednarodna srečanja. Ti pomagajo povečati mreženje med alpskimi občinami in s tem omogočiti dostop do lokalnega znanja širši javnosti.

### DYNALP2
S projektom DYNALP² (2006–2009) je »Povezanost v Alpah« nadaljevalo delo na področju trajnostnega razvoja in izvajanja Alpske konvencije. DYNALP² izvaja ugotovitve projekta CIPRE »Prihodnost v Alpah« na ravni skupnosti in spodbuja izmenjave med občinami. Projekti DYNALP² se osredotočajo na eno ali več naslednjih tematskih področij: regionalna dodana vrednost, zmogljivosti upravljanja, zavarovana območja, mobilnost, nove oblike odločanja ter politike in instrumenti.

### DYNALP
DYNALP, ki se je začel leta 2003, je bil projekt INTERREG IIIB »Alpski prostor«, ki ga je podprla EU. S skupnim proračunom v višini 2,16 milijona evrov za obdobje treh let je pomagal financirati razvoj, koordinacijo in izvajanje 52 skupnostnih ali regionalnih projektov za naslednje štiri protokole Alpske konvencije: turizem, varstvo narave in podeželja, gorsko kmetijstvo ter regionalno načrtovanje in trajnostni razvoj. Poleg projektov v občinah je bil najpomembnejši cilj DYNALP-a izmenjava izkušenj čez mejo, jezika in kulture.

## Sodelovanje
Zavezništvo gorskih skupnosti Srednje Azije je bilo ustanovljeno junija 2003 v tadžikistanski prestolnici Dušanbe po vzoru mreže Povezanost v Alpah. Tako kot njena sestrska organizacija v Alpah je tudi to srednjeazijsko omrežje skupnosti aktivno na področju trajnostnega razvoja v gorskih skupnostih in izmenjave znanja na ravni skupnosti. Z agendo medsebojnih obiskov, izletov in izmenjave informacij je organizacija postala tudi platforma za dobre prakse in zanimive projekte.